# Susanne Gelhard
Susanne Gelhard (* 30. Oktober 1957 in Mainz) ist eine deutsche Journalistin, Reporterin und Auslandskorrespondentin.

## Leben und Wirken
Gelhard studierte Slawistik, Amerikanistik und Publizistik an der Johannes Gutenberg-Universität in Mainz. Während eines Auslandssemesters studierte sie in Moskau.
Gelhard arbeitet seit 1983 für das Zweite Deutsche Fernsehen. Sie absolvierte zunächst ein Volontariat, war dann in der ZDF-Hauptstadtredaktion tätig und Co-Moderatorin des heute-journals.
Von 1989 bis 1992 war sie Korrespondentin für das ZDF-Studio in Wien, 1992/1993 dann dessen Leiterin. In dieser Funktion war sie für die Berichterstattung aus insgesamt zwölf Ländern in Mittel- und Südosteuropa verantwortlich. Gelhard berichtete in dieser Zeit für das ZDF über den Balkankrieg und den politischen Zerfall des ehemaligen Jugoslawien. Gelhard präsentierte erschütternde Bilder, auch „ungeheuerliche Bilder von Kriegsleichen“, die die Frage aufwarfen, welche Art von Kriegsberichterstattung im Fernsehen erlaubt sein sollte.
Für ihre Berichterstattung aus Jugoslawien wurde Gelhard mehrfach ausgezeichnet. 1991 erhielt sie den Telestar von ZDF und ARD. 1992 erhielt die den Goldenen Gong für eine Reportage aus dem zerstörten Vukovar. Ihre journalistischen Erfahrungen und Recherchen fasste Gelhard in ihrem Buch Ab heute ist Krieg. Der blutige Konflikt im ehemaligen Jugoslawien (1992) zusammen.
Von 1994 bis 1996 war sie beim ZDF als Redaktionsleiterin des Nachrichtenmagazins auslandsjournal tätig. Von 1997 bis Februar 2002 war sie Leiterin des ZDF-Studios in Warschau. Ab Juli 2002 wurde sie als Nachfolgerin von Joachim Jauer Leiterin des ZDF-Landesstudios in Berlin.
Von Januar 2009 bis März 2015 leitete Gelhard das ZDF-Auslandsstudio in London. Am 1. April 2015 wechselte sie zurück ins ZDF-Sendezentrum nach Mainz in den Programmbereich ZDFinfo, Gesellschaft und Leben als Redakteurin der Reihe ZDFzeit. Von Juni 2017 bis April 2022 übernahm sie die Leitung des ZDF-Landesstudios Rheinland-Pfalz in Mainz. Im Mai 2022 wechselte sie in den Ruhestand.
Gelhard ist verheiratet und Mutter von drei Kindern.